# Пацковичи
Пацковичи (укр. Пацьковичі) — село в Добромильской городской общине Самборского района Львовской области Украины.
Население по переписи 2001 года составляло 159 человек. Занимает площадь 1,142 км². Почтовый индекс — 82010. Телефонный код — 3238.